# Audrey Mbugua
Andrey Mbugua (* 1984) je keňská transgender aktivistka, která se angažovala žalobou u keňského Nejvyššího soudu, pomocí nížbojovala za práva transgender lidí. Je hlavní členkou skupiny Transgender Education and Advocacy, organizace usilující o posilování transgender komunity v Keni a zvyšování povědomí o něm.
V roce 2014 Mbugua vyhrála soudní spor s keňskou Národní radou pro nevládní organizace o registraci její skupiny Transgender Education and Advocacy. Na podzim téhož roku vyhrála další spor, v němž přinutila keňskou Národní vyšetřovací radu změnit její jméno na akademických průkazech. V červnu 2016 se Mbugu snažila, jako členka asociace Transgender Education and Advocacy, změnit zdravotnický zákon o právním uznání transgender lidí, aby zastavila stigma pojící se s transsexualitou a aby byly povoleny léčebné zákroky a operace vedoucí ke změně pohlaví.